# Gotta Go
Gotta Go è il secondo singolo di Trey Songz, estratto dall'album di debutto I Gotta Make It.
La canzone ha raggiunto la posizione n.67 della Billboard Hot 100 statunitense.
Nel video musicale fa apparizione Chris Brown.

## Posizioni in classifica negli USA
| Classifica                      | Posizione massima |
| ------------------------------- | ----------------- |
| Billboard Hot 100               | 67                |
| Billboard Hot R&B/Hip-Hop Songs | 11                |

1. ↑  (EN) Trey Songz – Gold & Platinum, su Recording Industry Association of America. URL consultato il 27 settembre 2016.